# Ahrensfelde

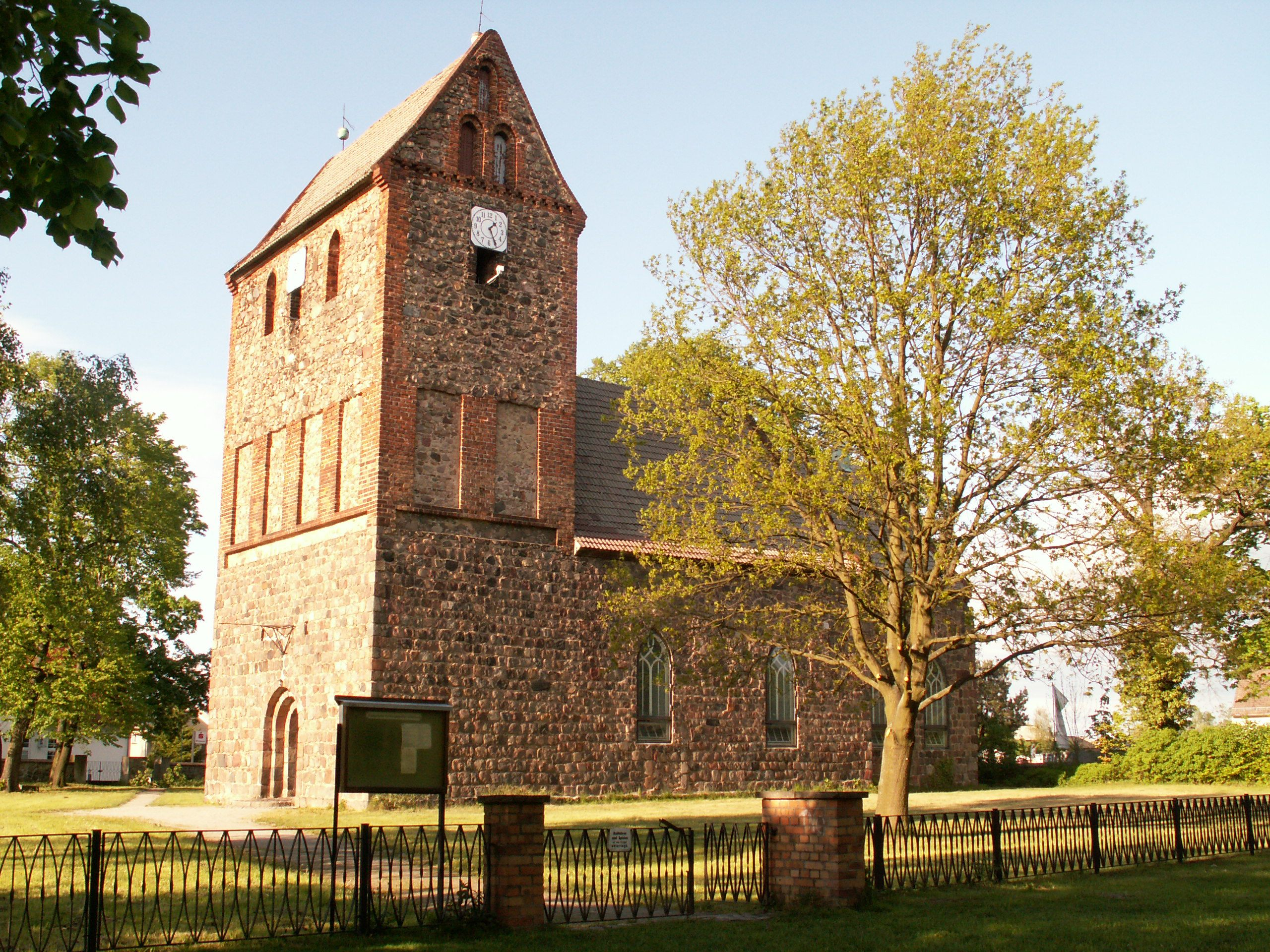
Giáo đường ở trung tâm Ahrensfelde.

Ahrensfelde là một đô thị ở huyện Barnim, bang Brandenburg, Đức. Dân số thời điểm 31/12/2006 là 13.040 người. Đô thị này có cự ly 13 km về phía đông bắc trung tâm Berlin.